# Песчаные дюны (филателия)

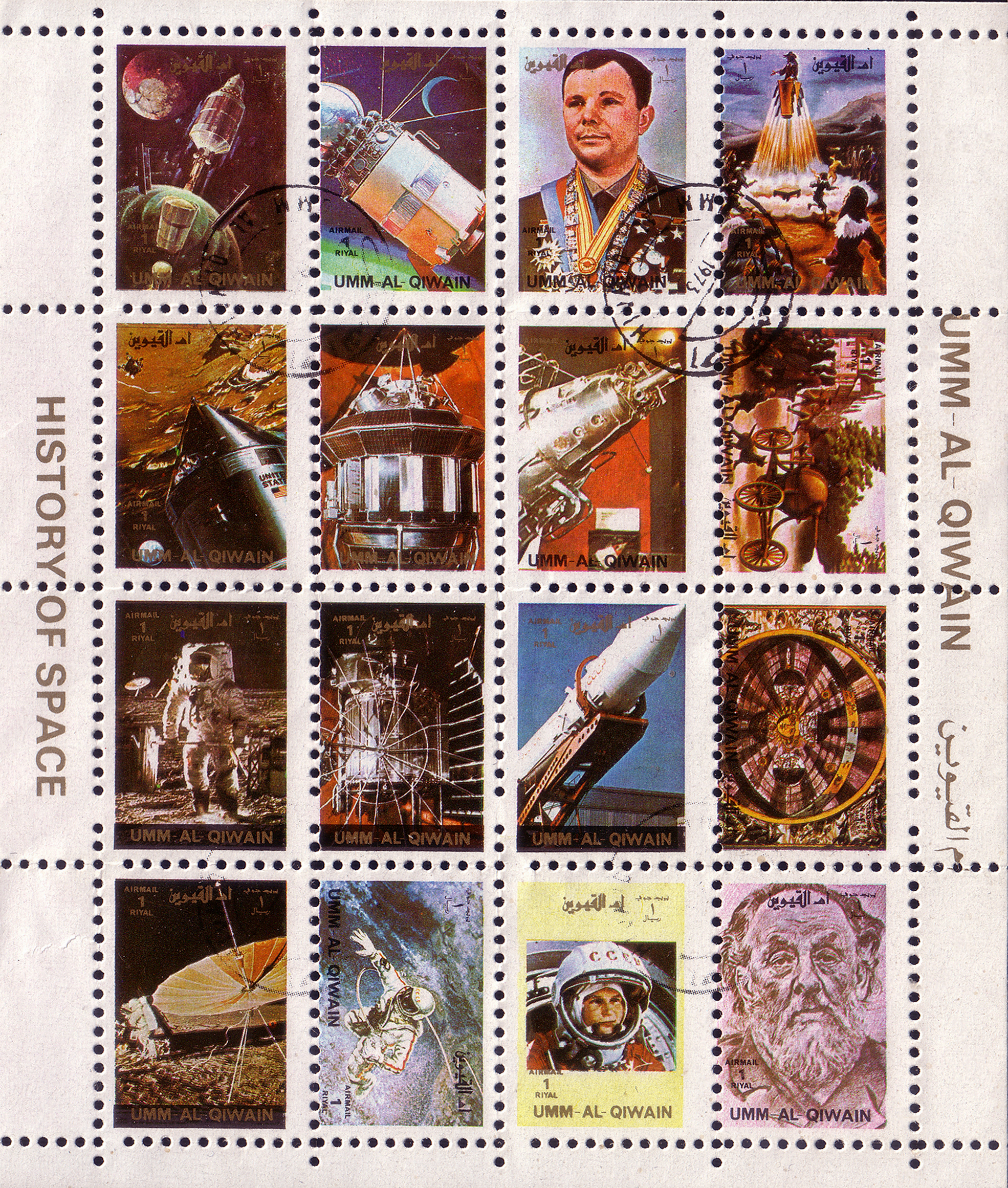
Умм эль-Кайвайн: малый лист уменьшенного размера (10 × 8,3 см вместо нормального 20,2 × 14,7 см), серия «История космонавтики». Погашен уменьшенным же штемпелем (1973)

«Песча́ные дю́ны» или «дю́ны» (англ. sand dunes или dunes) — филателистическое название совокупности почтовых марок эмиратов восточной и южной части Аравийского полуострова конца 1960-х — начала 1970-х годов, выпущенных на коммерческий рынок в неумеренных количествах и признанных Международной федерацией филателии (ФИП) «нежелательными».

## Описание
Говоря о «дюнах», филателисты подразумевают почтовые эмиссии различных арабских княжеств (эмиратов, султанатов), заключивших из финансовых соображений долговременные контракты на выпуск от своего имени почтовых марок с одним или несколькими европейскими или американскими филателистическими агентствами. Последние, получив в свои руки право определять эмиссионную политику, воспользовались этим правом, преследуя максимальную коммерческую выгоду.
На практике последнее привело к выпуску ими экстремально большого количества спекулятивных марок, посвящённых занимающим верхние строчки рейтингов в странах Европы и США видам популярной тематической филателии — безотносительно к самим княжествам.

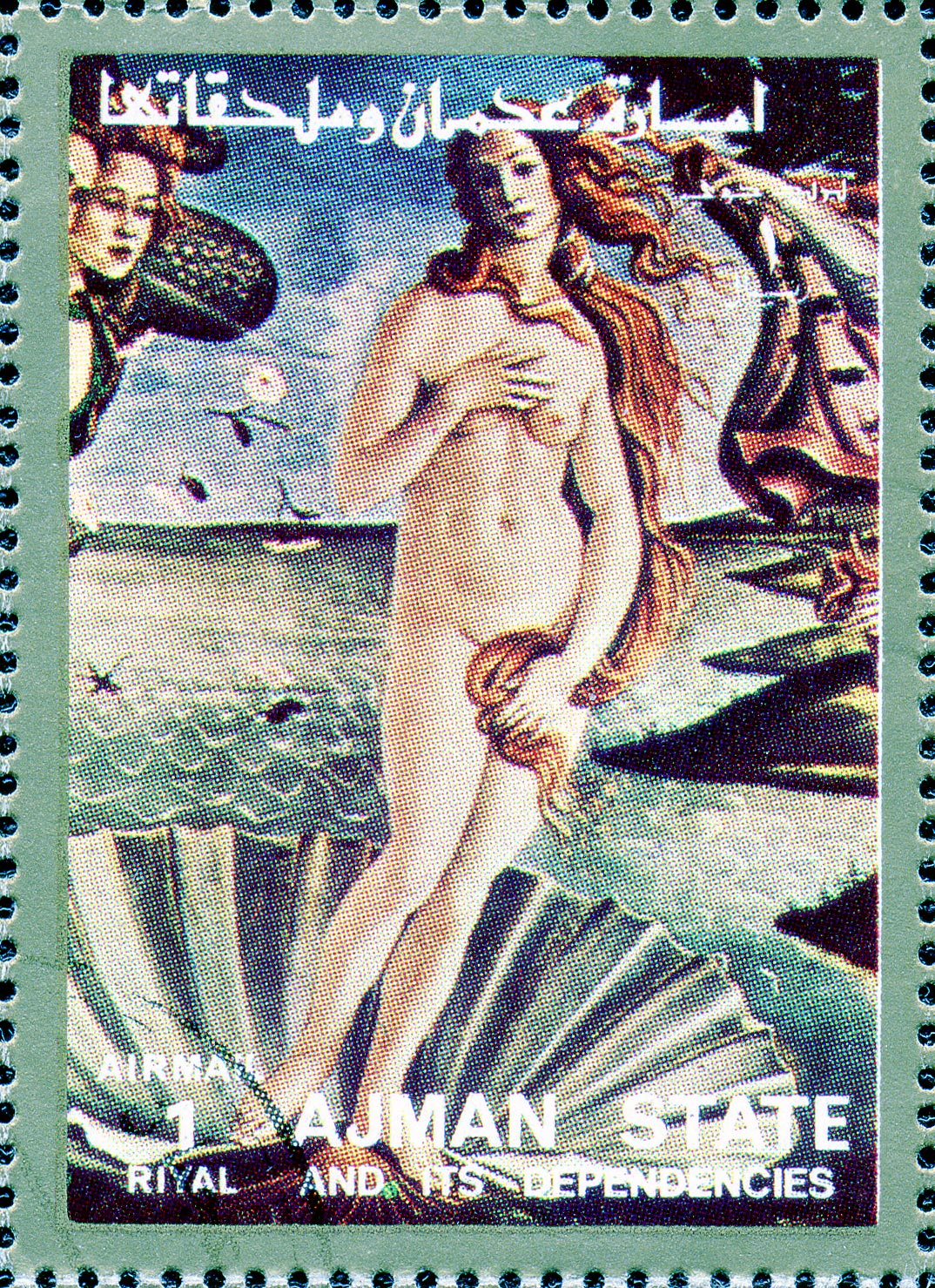
«Рождение Венеры» Сандро Боттичелли на марке Аджмана

Зачастую темы марок прямо противоречили канонам допустимого в исламском праве, шариате. Например, марки посвящались христианским праздникам, изображалась обнажённая натура и т. д. Подавляющее большинство тиражей подобной продукции, впрочем, не достигало самих почтовых отделений соответствующих эмиратов, а продавалось напрямую филателистическим дилерам для перепродажи филателистам.
Большая часть выпусков, особенно поздних, имела великолепное для тех лет многокрасочное полиграфическое исполнение и дизайн. Для повышения продаж многие эмиссии намеренно сопровождались небольшими партиями разновидностей, блоками, малыми листами, беззубцовыми, стереоскопическими, уменьшенными в размерах вариантами, надпечатками разных цветов (включая бронзу, посеребрение и позолоту) и содержания, порой не относящегося к теме марок, полиграфическим браком и ошибками. Часть марок печаталась на золотой и серебряной фольге.

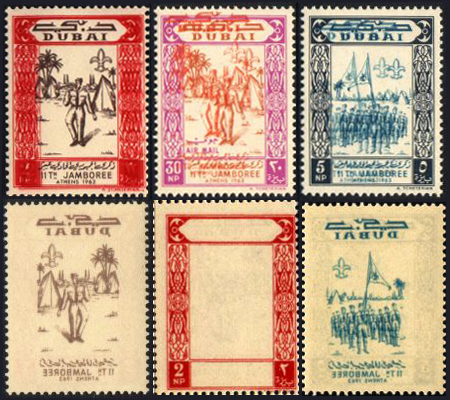
Абклячи, пропуск цветов, сдвинутые и двойные цвета на марках Дубая (1964)

Большинство «дюн» снабжалось фиктивными гашениями (CTO), что исключало даже формальные почтовые обязательства соответствующего эмитента. CTO наносились, как правило, полиграфическим способом, иногда даже раньше печати посеребрённой или позолоченной части рисунка, что приводило к казусу: такое гашение частично оказывалось «под» краской.

## Виды и статус

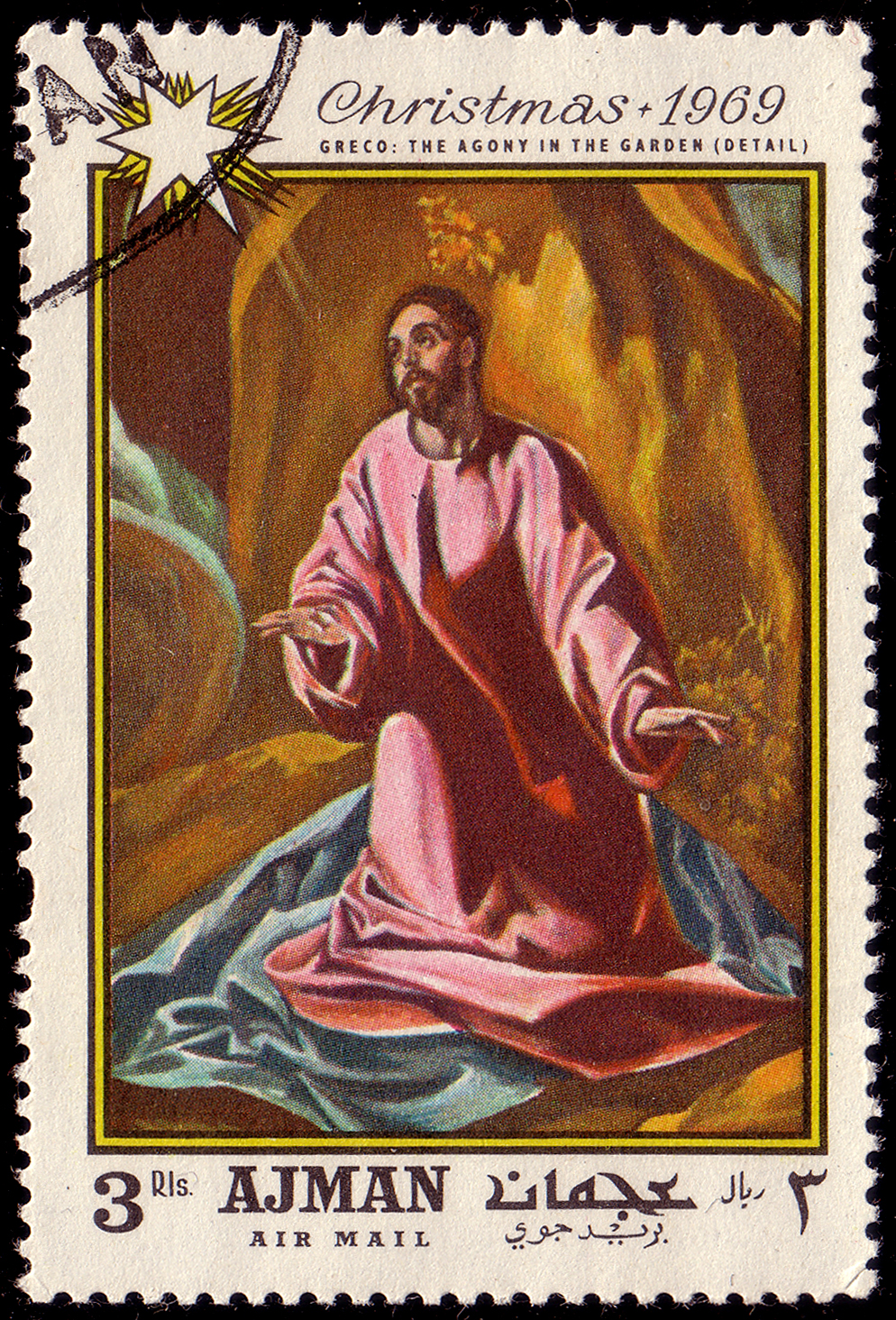
Авиапочтовая марка Аджмана к Рождеству: Эль Греко, «Агония в саду», фрагмент (1969)

В узком смысле «дюнами» обычно называют марки шести из семи эмиратов бывшего Договорного Омана, позже объединившихся в единое государство — Объединённые Арабские Эмираты (ОАЭ). В более широком смысле это понятие охватывает эмиссии четырёх категорий:
- эмиратов бывшего Договорного Омана (кроме Абу-Даби);
- государственных образований в ходе гражданской войны в Северном Йемене;
- султанатов бывшего британского протектората Аден (в дальнейшем — Народной Республики Южного Йемена, затем ставшей НДРЙ);
- фантастические выпуски «государств», претендовавших на различные части султаната Оман.

Поскольку соответствующие получившие независимость эмираты существовали в реальности, имели в тот период право на выпуск собственных почтовых марок, действительно санкционировали эти выпуски, а их население даже легитимно использовало небольшую часть тиражей в реальном почтовом обороте, большая часть «песчаных дюн» формально не может причисляться к маркам виртуальных государств. Есть среди них, впрочем, и откровенно фантастические выпуски.

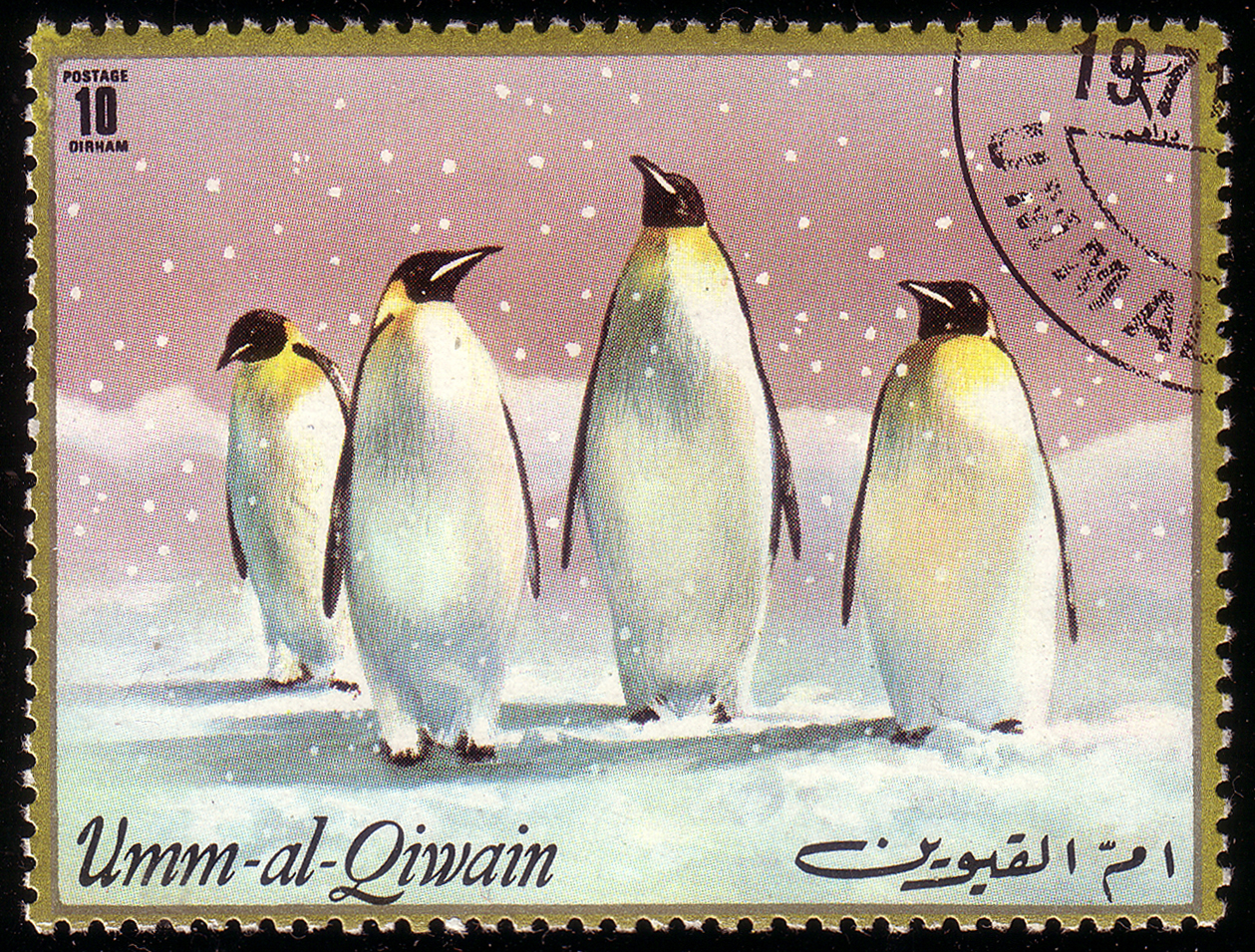
Почтовая марка Умм эль-Кайвайна (1971)

В соответствии с решениями ФИП, все «дюны», выпущенные после мая 1967 года и до установления почтового контроля за всей полнотой территории властей, соответственно, ОАЭ, ЙАР и НРЮЙ, признаны «нежелательными эмиссиями», и мировые филателистические каталоги, за исключением «Михеля», эти выпуски стараются игнорировать.
Статус любых «дюн» в филателии — маргинален. Их запрещено экспонировать на филателистических выставках под эгидой ФИП или её национальных организаций-членов, а в профильной литературе эти марки, как правило, либо опускаются, либо рассматриваются лишь в особой категории, их появление в исследованиях среди полноценных эмиссий рекомендовано исключать.

## История

### Договорный Оман
Территория восточной Аравии издавна была известна европейцам как «Пиратский берег». Объяснялось это тем, что основным занятием населения местных княжеств была каботажная торговля, а бизнес британской Ост-Индской компании в XVIII веке монополизировал грузопотоки и, тем самым, лишил аборигенов основного заработка — что привело к перманентным войнам, в ходе которых арабы захватывали и грабили британские суда. В период 1820—1853 годов Великобритания постепенно установила свой контроль над бывшим «Пиратским берегом», вынудив правителей княжеств подписать Генеральный договор о протекторате — что позволило ей разместить в регионе сеть военных баз и замирить его. С 1853 года последний стал называться Trucial Oman — Договорный Оман (в англоязычной литературе чаще употребляется Trucial states, «Договорные государства»).
В 1920-х годах здесь обнаружили нефть, а одновременно с этим развернулось национально-освободительное движение (особенно в Шардже и Рас эль-Хайме), порой подогреваемое иностранными нефтяными монополиями и внешними силами — Ираном, Саудовской Аравией. Британские колониальные власти выдвинули план создания федерации княжеств, но эта идея в последующие сорок лет пребывала лишь в состоянии перспективного проекта.

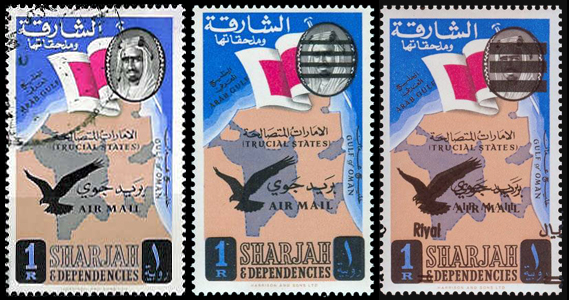
Первый стандартный выпуск Шарджи (1 риал, 1963 и 1965)

В качестве одной из мер демонстрации возросшей самостоятельности княжеств протектората Договорный Оман со второй половины 1963 года каждому из них, несмотря на неграмотность около 90 % местного населения, а также зачаточное, а в некоторых случаях и попросту отсутствовавшее развитие местной почты, было предоставлено право на почтовую независимость.
В результате шесть из семи эмиратов моментально продали обретённое право филателистическим агентствам (кроме самого большого из них, Абу-Даби, устоявшего перед соблазном, выпускавшего ежегодно разумное количество почтовых марок и поэтому не причисляемого к «дюнам»). Позже два из шести княжеств — Аджман и Шарджа — стали, кроме того, выпускать отдельные почтовые марки и для своих эксклавов, население которых состояло из жителей 1-3 деревень. 19 февраля 1966 года комментатор венской газеты «Фольксштимме» отмечал:

Шейхи нуждаются в деньгах, хотя многие из них купаются в нефти. Находчивые американские спекулянты пробудили эти кочующие племена к почтовой жизни. Они выбирают тему, заказывают печатание в Нью-Йорке, а затем продают эти марки во всем мире.
Газета «Правда» писала 20 марта 1968 года об извращениях периода деколонизации Аравии так:

Каждый эмират выпускает сейчас свои почтовые марки, имеет свои паспорта, но не каждый из них имеет свой государственный флаг или герб.
Как хорошо видно из следующей таблицы по эмиссиям «песчаных дюн», у эмиратов не устоялись даже их названия, так как раньше в транслитерациях на европейские языки не было особой необходимости:
| Флаг       | Русское название                                                        | Английское название                                              | Начало                                                 | Количество марок | Количество марок        | Количество марок                                          | Конец                                                         |
| Флаг       | Русское название                                                        | Английское название                                              | Начало                                                 | Михель 2006      | «Oh My Gosh Publishing» | Trucial States Catalog 1976                               | Конец                                                         |
| ---------- | ----------------------------------------------------------------------- | ---------------------------------------------------------------- | ------------------------------------------------------ | ---------------- | ----------------------- | --------------------------------------------------------- | ------------------------------------------------------------- |
|            | Аджман                                                                  | Ajman иногда: Ajman State                                        | своя почта: 29 ноября 1963 первый выпуск: 20 июня 1964 | 2995             | 1423                    | 2873                                                      | последний выпуск: март 1973 хождение: до апреля 1973          |
| Манама     | Manama. Dependency of Ajman                                             | своей почты не было первый выпуск: 5 июля 1966                   | 1255                                                   | 1235             | 1508                    | последний выпуск: 1 августа 1972 хождение: до апреля 1973 |                                                               |
|            | Дубай, иногда Дибаи                                                     | Dubai Dibai, Dibayy                                              | своя почта: 1909 первый выпуск: 15 июня 1963           | 416              | 448                     | 423                                                       | последний выпуск: 31 июля 1972 хождение: до 31 декабря 1972   |
|            | Рас эль-Хайма                                                           | иногда: Ras al-Khaimah, Ra's Al-Khaymah на марках: Ras Al Khaima | своей почты не было первый выпуск: 12 декабря 1964     | 905              | 966                     | 1036                                                      | последний выпуск: 22 апреля 1973 хождение: до апреля 1973     |
|            | Умм эль-Кайвайн, иногда Умм эль-Кувейн                                  | Umm al-Quwain, Umm al-Qaiwain на марках: Umm Al-Qiwain           | своя почта: 27 ноября 1963 первый выпуск: 29 июня 1964 | 1704             | 1569                    | 1507                                                      | последний выпуск: 1 августа 1972 хождение: до 31 декабря 1972 |
|            | Фуджейра, иногда Фуджайра или Эль-Фуджайра                              | иногда: Fujairah, Al-Fujairah на марках: Fujeira                 | своя почта: 22 ноября 1963 22 сентября 1964            | 1545             | 1451                    | 1508                                                      | последний выпуск: 1 августа 1972 хождение: до апреля 1973     |
|            | Шарджа                                                                  | редко: Ash-Shariqah, Sharja на марках: Sharjah                   | своя почта: 10 июля 1963 первый выпуск: тогда же       | 1400             | 1683                    | 1247                                                      | последний выпуск: 31 июля 1972 хождение: до 31 декабря 1972   |
| Хор Факкан | Khor Fukkan, Khawr Fakkan на марках: Khor Fakkan. Dependency of Sharjah | своя почта: 20 февраля 1965 первый выпуск: 20 марта 1965         | 226                                                    | 235              | 231                     | последний выпуск: 1969 хождение: до 31 декабря 1972       |                                                               |

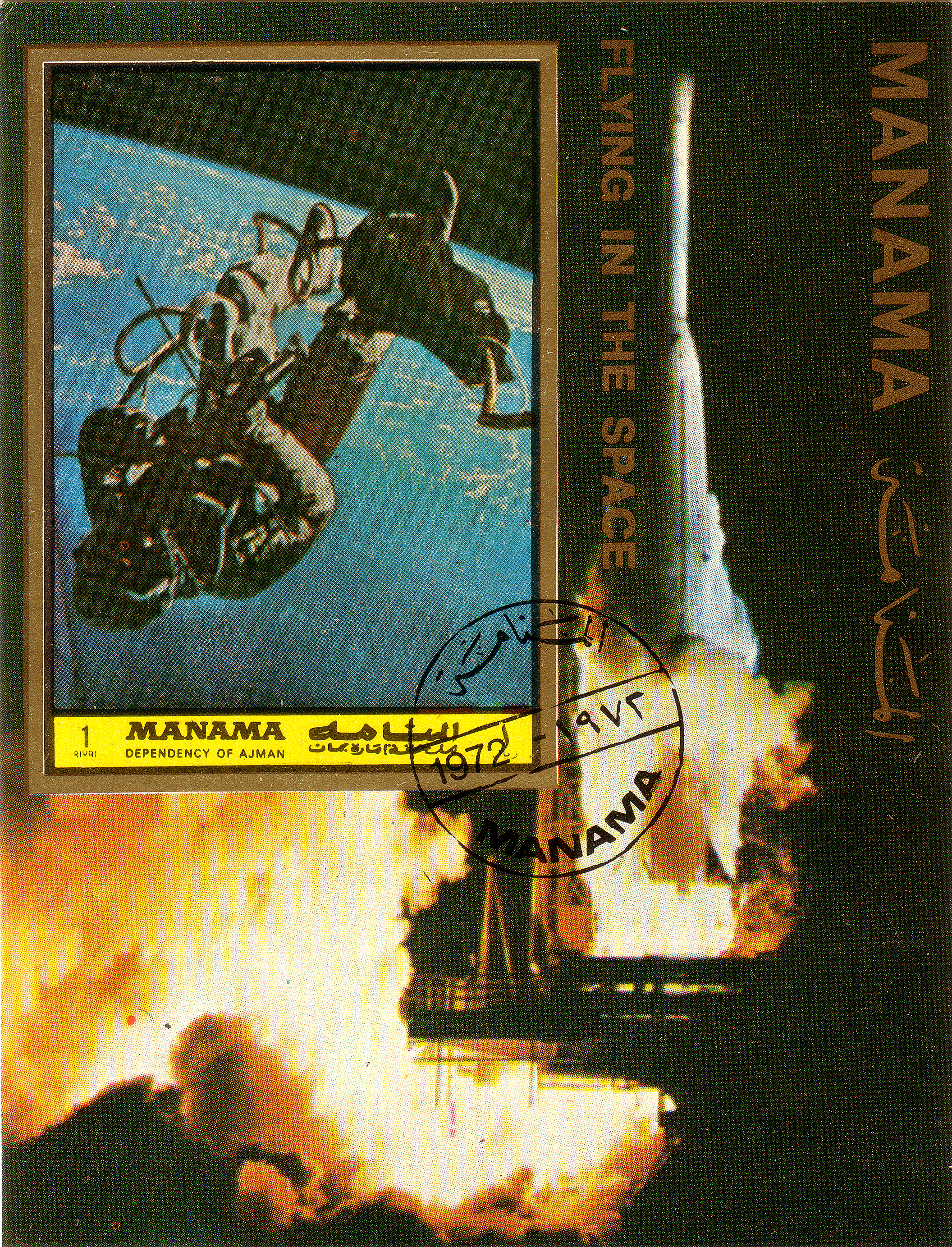
Почтовый блок Манама (Аджман) (беззубцовый вариант, 1 риал, 1972)

По итогам 1971 года эмирату Аджман, самому маленькому по территории из всех, удалось поставить мировой рекорд по количеству эмиссий в год за всё время существования почтовых марок — 488, то есть новые марки в среднем выпускались от его имени чаще чем раз в сутки, — не считая надпечаток, разновидностей и выпусков подчинённого ему эксклава Манама.
После 1968 года, когда Великобритания официально объявила о намерении вывести к концу 1971 года свои войска со всех территорий к востоку от Суэцкого канала, в том числе из зоны Персидского залива, главами восточноаравийских княжеств было подписано соглашение о федерации. 2 декабря 1971 года было провозглашено государство Объединённые Арабские Эмираты в составе шести княжеств, к которым в следующем году, 11 февраля, присоединился и эмират Рас эль-Хайма.

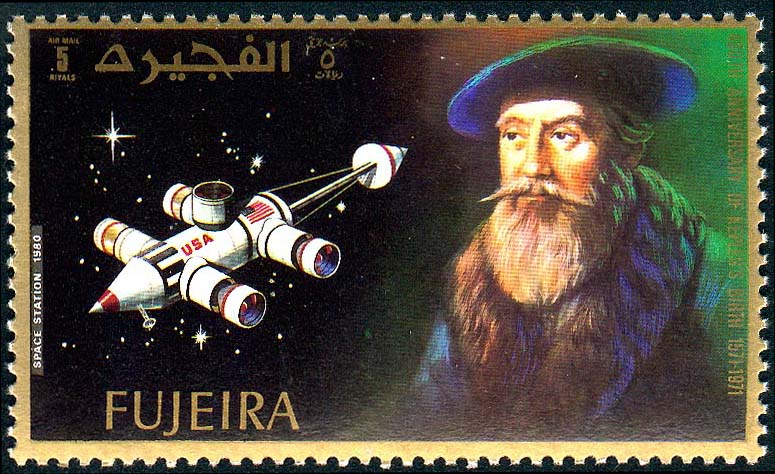
Фуджейра: 400-летие со дня рождения Кеплера (1971)

К апрелю 1973 года федеральным декретом Генеральной почтовой администрации министерства коммуникаций ОАЭ вся княжеская самодеятельность была выведена из почтового обращения и заменена почтовыми марками ОАЭ. С тех пор этот регион проводит весьма консервативную и умеренную филателистическую политику.
Однако и после прекращения реального хождения марок «дюн» последние продолжали выпускаться некоторыми агентствами (в частности, одним издательством в Неаполе) якобы от имени эмиратов, в том числе и в гашёном виде, по меньшей мере все 1970-е годы.
Ныне на официальном сайте Филателистической ассоциации Эмиратов нет ни слова о наличии в прошлом сомнительного эпизода, а при изложении почтовой истории страны о периоде самостоятельных княжеских выпусков рассказывается парой строчек.

### Северный Йемен
В освободившемся от власти Османской империи Северном Йемене в 1926 году было провозглашено теократическое Йеменское Мутаваккилийское Королевство. С 1948 года оно находилось под деспотической властью имама Ахмада бин Яхья. 19 сентября 1962 года после смерти престарелого Ахмада трон унаследовал его старший сын Мухаммад аль-Бадр.

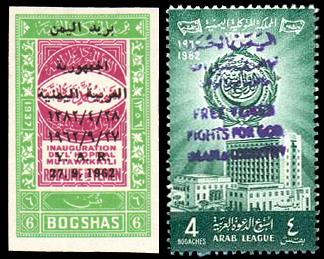
Настоящие почтовые марки Йемена, надпечатанные каждой из сторон (1962)

Через неделю после коронации новый имам был низложен восставшими республиканцами во главе с Абдулой ас-Саллялем, провозгласившим себя президентом новорождённой Йеменской Арабской Республики (ЙАР). Аль-Бадр бежал на север государства и организовал там масштабное сопротивление.
В стране разразилась гражданская война. За спиной республиканцев стоял Египет, президент которого Гамаль Абдель Насер направил в Йемен 70-тысячную армию. Чувствовалась и поддержка ЙАР со стороны Советского Союза. Монархистов же с одобрения США направляли и спонсировали Саудовская Аравия и Иордания. Боевые действия шли с переменным успехом, причём помимо двух «официальных» противников на неподконтрольных им территориях периодически возникали и исчезали и альтернативные группировки.

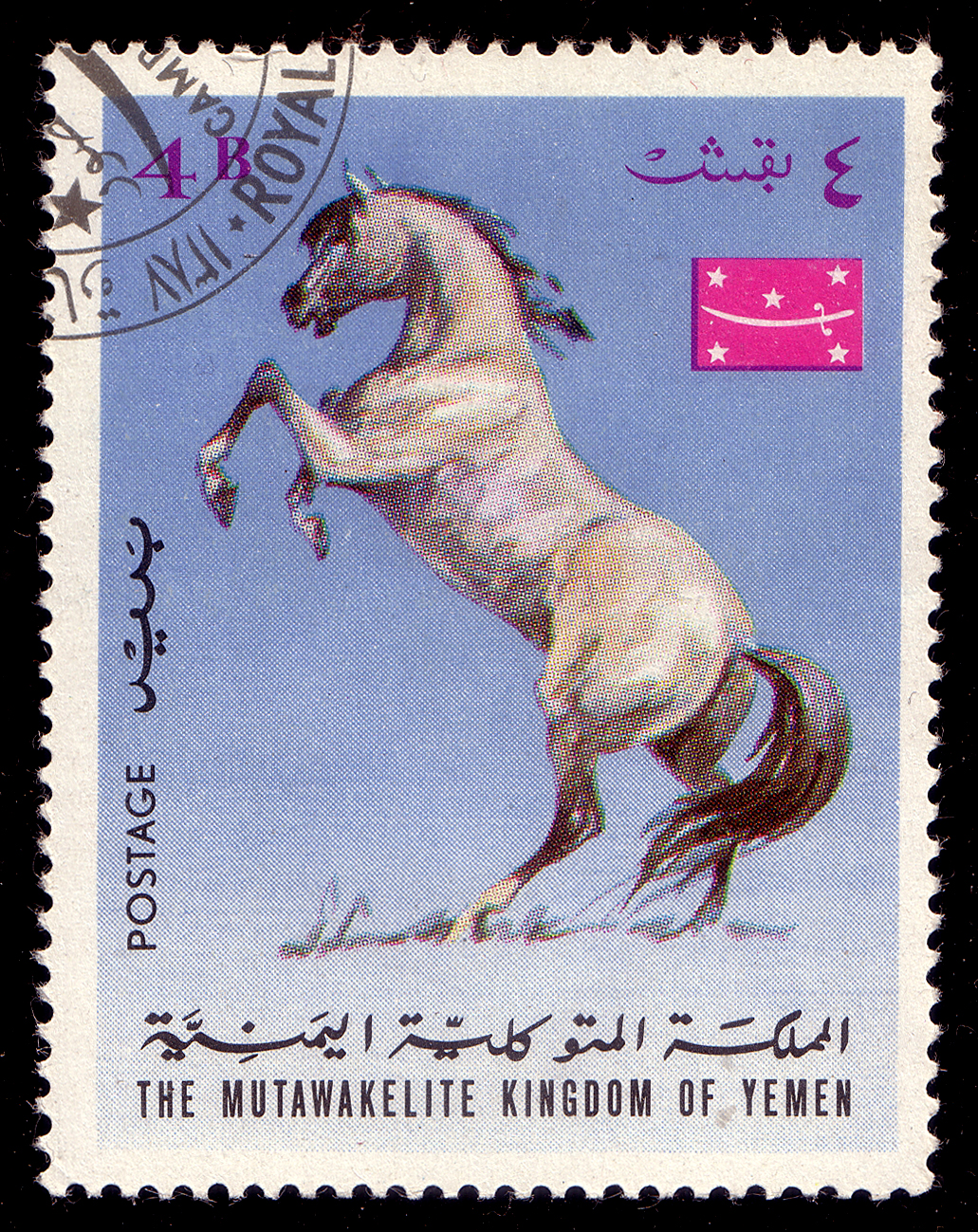
Йеменское Мутаваккилийское Королевство (1967)

Каждая сторона считала необходимым прежде всего надпечатывать захваченные запасы почтовых марок противника, а также выпускать многочисленные и разнообразные собственные марки — главным образом в целях пропаганды, легитимизации режима и как источник дохода. Крайне небольшая часть таких марок применялась в реальном почтовом обращении. Кроме того, большинство циркулирующих на филателистическом рынке выпусков этого периода не имеет отношения ни к одной из сторон вовсе, это плод деятельности филателистических агентств.

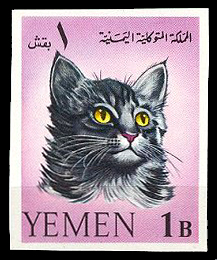
Неустановленный эмитент

После Шестидневной войны 1967 года Насер приступил к поэтапному выводу египетских войск из Северного Йемена, всё больше ослабляя республиканцев, тем не менее на следующий год главные силы роялистов потерпели от последних поражение в боях за столицу страны Сану, после чего большая часть оппозиционных лидеров сочла за благо перейти на сторону республики. Ряд затяжных переговоров и мирных конференций завершился тем, что король саудитов Фейсал в 1970 году признал Йеменскую Арабскую Республику и война закончилась.

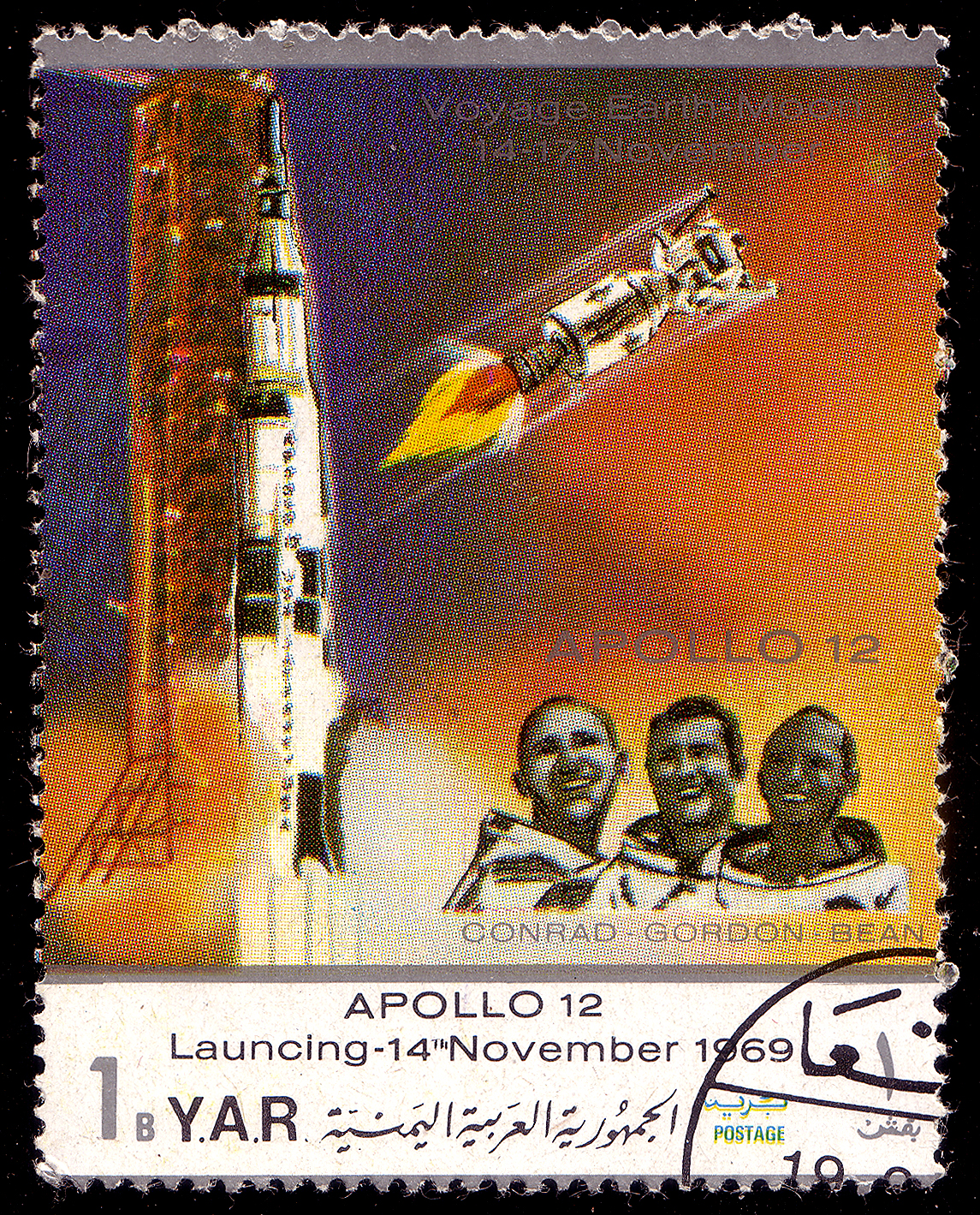
ЙАР: полёт «Аполлона-12» (1969)

Чаще всего (но не всегда) отличить северойеменские почтовые марки от «дюн» можно по тематике и дизайну: то, что выпускалось теми или иными властями, как правило, событийно относилось к арабскому миру и внешне напоминало эмиссии арабских стран. Впрочем, существуют и их подделки, особенно распространены поддельные и фантастические надпечатки на настоящих почтовых марках.
На роялистских выпусках йеменское государство обозначалось как Mutawakkilite Kingdom of Yemen (иногда — Imamate of Yemen или просто Yemen post), эмиссии же сторонников республики несли текст Yemen Arab Republic, или сокращённо Y. A. R. Легитимно выпущенные почтовые марки, имевшие реальное отношение к почтовому обращению как первых, так и вторых, перечислены в мировых филателистических каталогах, фантастические и спекулятивные эмиссии там не упоминаются. Правда, каждый каталог самостоятельно и по-разному определяет, насколько тот или иной выпуск соответствует статусу почтового. Наиболее консервативен в этом «Скотт», а «Стэнли Гиббонс» и «Михель» более либеральны.

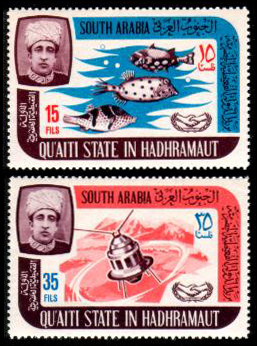
Государство Куайти: рыбки и спутники в одной серии (1966)

### Южный Йемен
Освоение этой территории британской Ост-Индской компанией началось с захвата в 1832 году порта Аден, в дальнейшем служившего базой на морском пути в Индию. До 1837 года порт управлялся как часть Британской Индии, после чего был выделен в отдельную колонию Аден.
Остальная часть южнойеменских эмиратов, султанатов и шейхств, объединённых в протекторат Аден, управлялась Великобританией не напрямую, а посредством заключённых ей договоров с их местными правителями в конце XIX — начале XX веков. Метрополия не была заинтересована в экономическом развитии края, и, за исключением непосредственно примыкавших к порту Аден земель, регион пребывал в стагнации и периодических межклановых стычках.

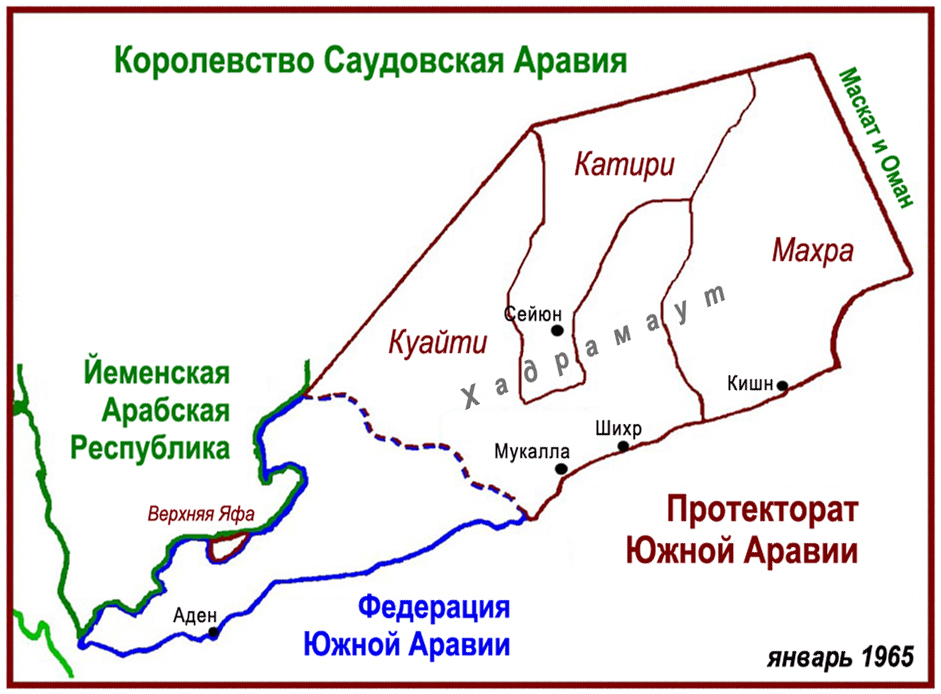
Южный Йемен (январь 1965)

По окончании Второй мировой войны Южный Йемен был административно разделён на западную и восточную часть (Хадрамаут), причём тамошним султанатам была с 1942 года предоставлена почтовая автономия — право на выпуск собственных марок с указанием принадлежности к протекторату Аден. Налаживание нефтяного транзита из Персидского залива и положение в соседних аравийских регионах пробудило нараставшие антибританские настроения и здесь. На это наложилось влияние популярного в 1960-е годы в арабском мире египетского президента Насера, открыто пригласившего всех йеменцев в создаваемую им объединённую арабскую (кон)федерацию.
Сознавая к концу 1950-х годов неизбежность ухода из региона, британцы тем не менее противопоставили этим планам свой: в феврале 1959 года под их патронатом на территории шести княжеств западной части протектората Аден была создана Федерация Арабских Княжеств Юга, куда в 1961—1964 годах поэтапно вошли ещё одиннадцать единиц. В апреле 1962 года получившееся образование было названо Федерацией Южной Аравии (ФЮА), а в январе следующего 1963 года ФЮА была слита и с колонией Аден.

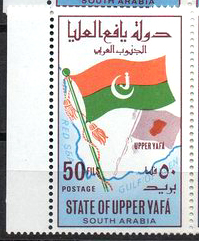
Верхняя Яфа (1967)

Предложения султанатам Хадрамаута присоединиться к федерации были, правда, ими отвергнуты. Нефедерированным решил остаться и султанат Верхняя Яфа. Они формально продолжали быть частями протектората Аден, переименованного в январе 1963 года в Протекторат Южной Аравии, также под эгидой Великобритании.
К середине 1960-х годов в Южном Йемене, таким образом, образовались самостоятельные эмитенты почтовых марок, каждый из которых рассчитывал создать прочную экономическую базу, и затем заявить о своей полной независимости. За исключением Федерации Южной Аравии, каждое из перечисленных ниже образований, обретя на непродолжительный период почтовую независимость, заключило договоры с филателистическими агентствами.
Последние сразу же принялись наводнять мировой рынок выпускавшимися от имени султанатов почтовыми марками. «Дюнами» считается бо́льшая часть их выпусков 1966—1967 годов, а также все последующие эмиссии изгнанных властей и правителей, основная часть которых пришлась на 1968 год.
| Флаг                     | Русское название                                                                    | Английское название                                                                                                  | Название на марках                                                 | Количество |
| ------------------------ | ----------------------------------------------------------------------------------- | --- | ------------------------------------------------------------------ | ---------- |
|                          | Федерация Южной Аравии                                                              | Federation of South Arabia                                                                                           | Federation of South Arabia                                         | 29 марок   |
| Протекторат Южная Аравия |                                                                                     | |                                                                    |            |
|                          | Государство Куайти (или Кайити) Шихра и Мукаллы в Хадрамауте                        | Qu’aiti State in Hadhramaut или …in Hadramawt, Qu’aiti State of Shihr and Mukalla, Kaaiti State                      | Qu’aiti State in Hadhramaut или Qu’aiti State of Shihr and Mukalla | 192 марки  |
|                          | Государство Касири Сейюна в Хадрамауте, иногда Государство Катири, Кэтри или Кэтири | Kathiri State of Seiyun in Hadhramaut или …in Hadramawt                                                              | Kathiri State of Seiyun in Hadhramaut, Kathiri State of Seiyun     | 201 марка  |
|                          | Султанат Махра Кишна и Сокотры                                                      | Mahra Sultanate of Qishn and Socotra, Mahra Sultanate of Ghayda and Socotra, Al Mahrah, Mahri Sultanate, Mahra State | Mahra State of Qishn and Socotra, Mahra State                      | 156 марок  |
|                          | Султанат Верхняя Яфа                                                                | Sultanate of Upper Yafa, State of Upper Yafa, Upper Yafa                                                             | State of Upper Yafa, Upper Yafa                                    | 97 марок   |

В 1964 году британским кабинетом министров во главе с Гарольдом Вильсоном всем южноаравийским владениям был обещан уход вооружённого контингента из региона и предоставление независимости к 1968 году при условии сохранения в Адене британской военной базы. Однако затяжная и кровопролитная война, карательные экспедиции британских вооружённых сил против повстанцев марксистских группировок, Национального фронта освобождения (НФО) и Национального фронта освобождения оккупированного Южного Йемена, а также борьба последних между собой и череда терактов всё больше обессмысливали любое дальнейшее военное присутствие Британии и какое бы то ни было её участие в судьбе разделённой страны.

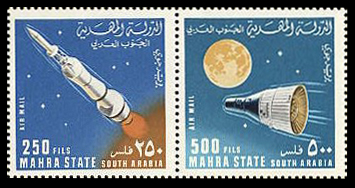
Государство Махра (1966)

Временное прекращение функционирования Суэцкого канала в ходе Шестидневной войны в 1967 году стало в этом смысле последней каплей. К концу ноября того же года британцы полностью и окончательно оставили Южный Йемен, передав Аден в руки НФО, сосредоточившего к тому времени реальную власть на большей части территории страны.
Федерация Южной Аравии, а также все султанаты востока региона, державшиеся к концу войны только усилиями Великобритании, перестали существовать. Их низложенные правители были изгнаны, больша́я часть служащих прежних режимов подвергнута репрессиям. 30 ноября 1967 года была провозглашена Народная Республика Южного Йемена. К июню 1969 года радикальные марксисты взяли власть в победившем НФО и в начале — середине 1970-х годов в стране, переименованной в Народную Демократическую Республику Йемен, была размещена сеть советских военно-морских баз.

### Фантастические выпуски
Помимо собственно «песчаных дюн», которые выпускались если не с прямого разрешения, то по меньшей мере с ведома соответствующих легитимных или относительно легитимных почтовых администраций, существуют и многочисленные фантастические выпуски, инициированные филателистическими агентствами и индивидуальными авантюристами, не имеющими для обоснования их почтового характера даже такой зыбкой почвы.
В 1960-х годах с увеличением степени доступности полиграфии на фоне неразберихи периода деколонизации, когда каждый год в мире появлялись десятки новых государств, в названиях и происхождении которых было легко запутаться, произошёл взрыв количества и качества фантастических выпусков.
Большинство из них были рассчитаны на «быстрый обман» филателистов и поначалу не претендовали на большее. Однако некоторые, оказавшиеся особенно «удачными», продолжают выпускаться уже не первое десятилетие, чему способствовал расцвет тематической филателии в 1970-х — 1980-х годах и, соответственно, вовлечение в коллекционирование почтовых марок значимого количества аполитичных филателистов, интересующихся лишь своей прикладной темой.

#### Оман
Наиболее известными такого рода марками-«дюнами» являются выпуски, связанные с находившимся под британской протекцией султанатом Оман (до 9 августа 1970 года — Маскат и Оман). Пользуясь относительной закрытостью этого исламского государства, крайней консервативностью его эмиссионной политики и наличием ряда интересных эпизодов недавней истории султаната, ему «помогают» выпускать марки.
В качестве основной легенды при этом используются события, произошедшие за десять лет до первой подобной эмиссии. Начало промышленной разработки нефти в Персидском заливе активизировало давний династический спор между султанатом Маскат и имаматом Оман. В 1954 году имам последнего Галиб бин Али (Ghalib bin Ali), попытался силой получить большую автономию от центральной власти в Маскате, сосредоточенной на тот момент в руках представителя конкурировавшей династии Саида бин Таймура (Said bin Taimur). При активном содействии британских войск Саид подавил мятеж. В 1957 году при помощи ракетно-бомбовой атаки Королевских ВВС Великобритании была взята штурмом древняя столица страны Назва, оплот восставших. Имам был схвачен, низложен и изгнан, последние очаги сопротивления подавлены к 1959 году, а всё государство стало называться султанатом Маскат и Оман.
За границей свергнутый правитель, однако, со временем развернул коммерческую деятельность — в частности, в 1969 году санкционировал первые эмиссии марок «Государства Оман» (State of Oman, иногда Oman Imamate State). Подавляющее их большинство имеет фиктивные гашения (CTO), однако существует и небольшое количество прошедших почту на письмах, посланных из Аммана (Иордания) в Багдад (Ирак).
С точки зрения последователей имама, повстанцы продолжали контролировать пустынные участки провинции Эд-Дахилия и бороться с угнетателями и узурпаторами. Марки имама, между тем, печатались в основном в Ливане, а его «филателистическое агентство» находилось в Лондоне. Отличить их от реальных почтовых марок Омана легко, если знать подоплёку: получивший с апреля 1966 года почтовую самостоятельность Оман никогда не подписывался на своих марках как «государство», на них с 1970 года пишется «султанат Оман».
Вторая легенда связана с восстанием в Дофаре, самой западной провинции султаната Оман, пограничной с Южным Йеменом. Оно длилось дольше и закончилось поражением восставших, но косвенно привело к модернизации и большей открытости оманского государства и общества. В 1962 году вождь местных племён Муссалим бин Нафл (Mussalim bin Nafl) сформировал Фронт освобождения Дофара, который при поддержке из Южного Йемена, а также со стороны других группировок с 1965 года приступил к боевым действиям с целью создания прокоммунистического государства в Дофаре и, в перспективе, объединения этнически родственных племён оманского Дофара и йеменской Махры.
Султану Омана Кабусу бен Саиду удалось инспирировать раскол среди повстанцев, после чего при поддержке армии шахского Ирана, а также Иордании и Великобритании в 1976 году разгромить основные силы мятежа. Остатки сепаратистов бежали в Южный Йемен и Европу. В настоящее время Фронт существует как организация со штаб-квартирой в Лондоне и… выпускает марки от имени «Дуфара» (Dhufar).

#### Остальные
Помимо оманских мотивов филателистические агентства порой вдохновляли и ещё менее разработанные легенды. В частности, не вполне ясный до середины 1960-х годов статус порта Хамрийя, какое-то время управлявшийся семьёй Шамси (Shamsi Family), а затем ставший свободной экономической зоной в составе эмирата Шарджа (ОАЭ). В апреле 1965 года на филателистическом рынке появились марки с надпечаткой «Government of Himriyya» («Правительство Химрии»). Почтовая администрация Шарджи не авторизовала этот выпуск.

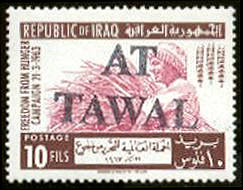
«Ат-Таваль» на марке Ирака (1963)

В конце 1969 года в Риме были выпущены несколько марок от имени небольшого острова Абд-эль-Кури, расположенного между островом Сокотра и Африканским рогом. Население острова составляют около трёхсот человек, проживающих в трёх деревнях. В реальности Абд-эль-Кури принадлежал Южному Йемену, а сама Сокотра, кроме того, являлась родиной за два года до этого изгнанной из страны южнойеменской династии, правившей в султанате Махра.
В 1963—1970 годах ряду частных лиц удалось распространить небольшие тиражи почтовых марок Кувейта, Ирака и Саудовской Аравии, надпечатанных в США в разных цветах словом «Ат-Таваль» (At-Tawal) — местным названием двух небольших пограничных нейтральных зон между Саудовской Аравией, Кувейтом и Ираком. По данным сайта cifr.it, марки надпечатывал американский школьник.

Подавляющее большинство подобных случаев могут быть условно отнесены к «дюнам» лишь географически и хронологически, так как тиражи таких виньеток редко оказываются сколь-нибудь заметны.